# マルクス・アエミリウス・レピドゥス (紀元前158年の執政官)
マルクス・アエミリウス・レピドゥス（Marcus Aemilius Lepidus、 紀元前201年頃 - 紀元前141年頃）は紀元前2世紀中頃の共和政ローマのパトリキ（貴族）出身の政治家・軍人。紀元前158年にコンスル（執政官）を務めた。

## 出自
レピドゥスの属するアエミリウス氏族は、古代の歴史家によると、ローマで最も古い家系とされている。最古の18部族の一つが、この氏族名を名乗った。その祖先はピタゴラス、あるいは第二代ローマ王ヌマ・ポンピリウスともされる。プルタルコスが引用している一説ではアイネイアースとラウィーニアの間の娘がアエミリアで、初代ローマ王ロームルスを生んだとしている（通説ではレア・シルウィアが母）。アエミリウス氏族のうち、レピドゥスのコグノーメン（第三名、家族名）を持つもので最初に執政官となったのは、紀元前285年のマルクス・アエミリウス・レピドゥスである。
カピトリヌスのファスティによると、レピドゥスの祖父のプラエノーメン（第一名、個人名）はマニウス、祖父も同じくマニウスである。父マニウスは紀元前213年のプラエトル（法務官）で紀元前211年から神祇官を務めた人物と思われる。

## 経歴
紀元前170年、 レピドゥスは前年の執政官ガイウス・カッシウス・ロンギヌスに対するガリア王の弟キンキビルスの苦情に対応するため、ガリア・トランサルピナに派遣された。丁度第三次マケドニア戦争が始まったため、ロンギヌスは勝手にマケドニアに向かおうとしたが、途中で元老院からの帰還命令が到着し、ローマに戻らざるを得なくなった。帰途、ガリア、カルニ、イストリアで略奪を行ったが、これら部族はローマと戦争状態にはなかったため、元老院に対して苦情を申し立てたのである。
紀元前161年の法務官を経て、紀元前158年に、レピドゥスは執政官に就任した。同僚のプレブス（平民）執政官はガイウス・ポピッリウス・ラエナスであった。また、紀元前163年には終身職である神祇官に就任している。紀元前144年、元老院は法務官クィントゥス・マルキウス・レクスにアッピア水道と旧アニオ水道の修復と新しい水道の建設を命じていた。新しいマルキア水道は水道橋を介してカピトリヌスの丘にまで達しており、支流はカエリウスとアウェンティヌスの丘に水を運んでいた。紀元前143年、神祇官団はシビュラの書を参考にして、カピトリヌスに水を供給するのは旧アニオ水道であるとし、レピドゥスは神祇官を代表して元老院に訴えたが退けられた。

### 古代の資料
- カピトリヌスのファスティ
- ティトゥス・リウィウス『ローマ建国史』
- ガイウス・プリニウス・セクンドゥス『博物誌』
- セクストゥス・ユリウス・フロンティヌス『水道書』

### 研究書
- Klebs E. "Aemilius" // Paulys Realencyclopädie der classischen Altertumswissenschaft . - 1893. - Bd. I, 1. - Kol. 543-544.
- Tsirkin Yu. "Lepidus's Revolt" // Ancient World and Archeology - 2009. - No. 13 . - С. 225-241 .